# Paul Augier
Pour les articles homonymes, voir Augier.

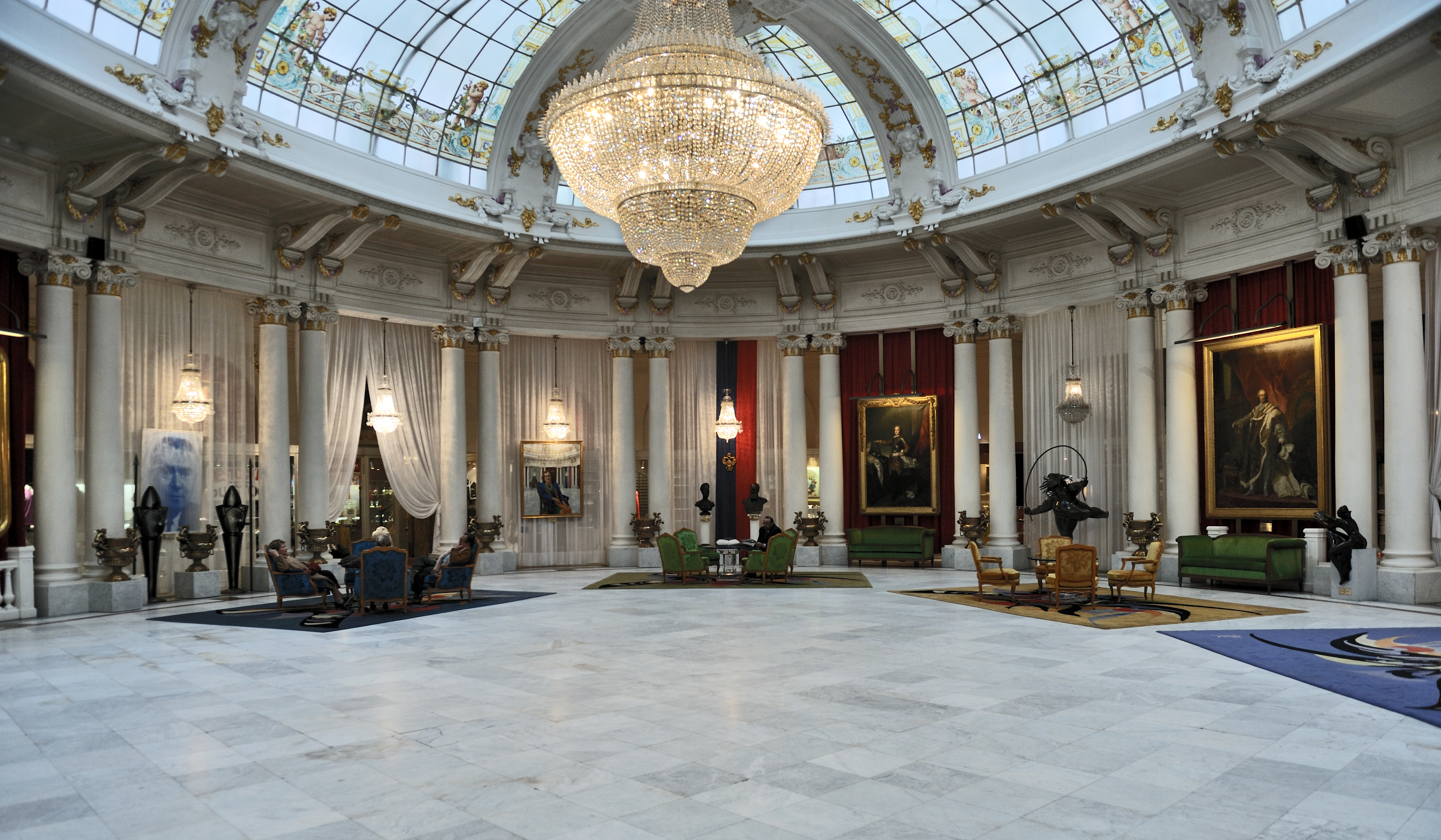
Portrait de Paul Augier visible sur la gauche dans le hall de l'hôtel Negresco

Paul Augier est un homme politique et un homme d'affaires niçois (26 novembre 1912 - 6 octobre 1995) entre autres propriétaire avec son épouse Jeanne Augier (1923-2019) de l'hôtel Negresco sur la Promenade des Anglais à Nice depuis 1957.

## Biographie
Diplômé de Licence ès lettres de la Sorbonne, École des sciences politiques (Science Po) de Paris, docteur en droit.
Il fut conseiller municipal de Nice, conseiller général des Alpes-Maritimes, membre du Conseil économique et social à Paris, président de la CODER Provence-Corse-Côte d'Azur, juriste et avocat au barreau de Nice et enfin expert international en matière de tourisme. Il a été aussi plusieurs fois décoré, entre autres il fut Commandeur de la Légion d'honneur, Commandeur de l'ordre national du Mérite, tout comme sa femme Jeanne qui fut décorée le 4 décembre 2006 au Negresco. Il a reçu aussi la médaille de la Résistance durant la Seconde Guerre mondiale, ainsi que plusieurs autres décorations. En 1993, il donne son nom au lycée hôtelier et de tourisme de Nice. Il décède en 1995 à l'âge de 82 ans.

## Décorations
- Commandeur de la Légion d'honneur
- Commandeur de l’ordre national du Mérite
- Officier de l'ordre de Saint-Charles de Monaco
- Croix de guerre avec palmes et deux étoiles
- Médaille de la résistance
- Officier de l'ordre de l'Étoile équatoriale du Gabon
- Commandeur de l'ordre du Mono du Togo
- Officier de l'ordre National de Côte d'Ivoire
- Chevalier dans l'ordre national du Lion du Sénégal (à titre posthume)
- Les élus de la région Provence-Alpes-Côte d'Azur donnent son nom en 1993 au Lycée Hôtelier et de tourisme de Nice. ()